# Speed Demon (cómic)
Speed Demon (James Sanders) (Demonio de la Velocidad o Demonio Veloz) es un personaje ficticio, un supervillano y antihéroe que aparece en los cómics publicados por Marvel Comics. Creado por Roy Thomas y Sal Buscema, hizo su primera aparición en The Avengers #69 (octubre de 1969) como miembro del Escuadrón Siniestro, con el nombre clave Zumbador (Whizzer en inglés).

## Historial de publicaciones
James Sanders aparece por primera vez como el Zumbador en el panel final de The Avengers # 69 (octubre de 1969), el primer capítulo de una historia de tres temas del escritor Roy Thomas y el dibujante Sal Buscema. La historia ha introducido al equipo de supervillanos, Escuadrón Siniestro, cuyos cuatro miembros estaban basados en héroes en la Liga de la Justicia de Estados Unidos de DC Comics, con el Whizzer basado en Flash.

## Biografía
El Escuadrón Siniestro es creado por la entidad cósmica, el Gran Maestro para luchar contra los campeones de Kang que viaja en el tiempo - el equipo de superhéroes, Los Vengadores. El Zumbador lucha contra el vengador, Goliath, pero la lucha es interrumpida por el Caballero Negro. Los Vengadores finalmente derrotan al Escuadrón y ellos a su vez son abandonados por el Gran Maestro. El Escuadrón reaparece en el título Defensores, reunidos por el alienígena Nebulón. Los villanos reciben mayor poder a cambio del planeta Tierra, y crean un cañón láser gigante en el Ártico para derretir los casquetes polares, cubriendo así la totalidad de la superficie de la Tierra en agua. El equipo de superhéroes, Los Defensores impiden el plan y derrotan a los villanos (y Nebulón), con Namor el Submarino humillando al Zumbador.
Después de esta derrota, el Zumbador y sus compañeros de equipo son teletransportados fuera del planeta por Nebulón, volviendo con un arma de drenaje de energía. El plan del Escuadrón Siniestro para amenazar la Tierra de nuevo, pero son derrotados una vez más por los Defensores y el Vengador Yellowjacket. El personaje tiene otro breve encuentro con varios miembros de los Vengadores, que buscan una manera de separar el prisma poder del Doctor Espectro de la compañera vengadora, la Avispa. El Zumbador disocia a sí mismo del Escuadrón Siniestro y adopta un nuevo traje y el alias, Speed Demon.
El escritor Bill Mantlo y el dibujante Bob Hall renovaron al personaje en el título The Amazing Spider-Man, con Sanders volviendo al crimen con un nuevo disfraz y el alias Speed Demon. El personaje hace varias apariciones en títulos, incluyendo Marvel Team-Up contra Spider-Man y miembro de Los 4 Fantásticos, Antorcha Humana, en Amazing Spider-Man como miembro del grupo criminal, Escuadrón Siniestro, Marvel Tales, Quasar y en la novela gráfica Avengers: Deathtrap - The Vault (1991).
Speed Demon hace otro intento fallido de matar a Spider-Man en la serie limitada The Deadly Foes of Spider-Man; lucha contra el mutante Wolverine; características en Web of Spider-Man; se encuentra con Spider-Man y los Nuevos Guerreros en Spectacular Spider-Man Annual # 12, Web de Spider-Man Annual # 8, y New Warriors Annual # 2 (todos 1992); y en el título El Capitán América brevemente escaramuza con el héroe en una exposición de armas A.I.M. Después de una aparición en la serie limitada Spider-Man: The Power of Terror, Speed Demon es empleado por el jefe criminal Justin Hammer para luchar contra el equipo de superhéroes, los Thunderbolts.
Speed Demon es reclutado para unirse a los Nuevos Thunderbolts, pero finalmente es expulsado del equipo por la heroína Songbird por robar dinero para financiar el equipo (incluso de la compañía del excompañero de equipo Kyle Richmond, que rastrea al personaje como Nighthawk). Después de una confrontación e inesperada escaramuza con un Hyperion aparentemente resucitado y un nuevo Doctor Espectro (Alice Nugent, ex asistente de laboratorio de Henry Pym), Speed Demon tiene defectos para unirse al reformado Escuadrón Siniestro.
Cortesía de un fenómeno conocido como el Pozo del Poder, una fuente interdimensional de habilidades sobrehumanas, el Gran Maestro - fuerza guía detrás del regreso del Escuadrón Siniestro - ha aumentado los poderes del Escuadrón Siniestro. Dirige a Speed Demon y al Escuadrón (ahora acompañado por Nighthawk, que desea detener al líder del equipo Nuevos Thunderbolts, el Barón Zemo) para encontrar la fuente principal de Wellspring. Por un tiempo, el personaje, privado del uso de Wellspring, no tiene poder y tiene las piernas rotas en una batalla con el miembro de Nuevos Thunderbolts, Joystick. Fortalecido en la batalla final contra los Nuevos Thunderbolts, Speed Demon aprovecha el caos causado cuando Zemo derrota al Gran Maestro para vencer brutalmente a Joystick en represalia por sus lesiones. Speed Demon y los miembros del Escuadrón se dispersan y escapan.
Speed Demon apareció en Brand New Day como uno de los villanos en el bar. Luego se unió a la pandilla de Capucha y ataca a Señor Negativo.
Como parte del evento Marvel NOW!, Speed Demon aparece como miembro de la última encarnación de los Seis Siniestros. Speed Demon se presenta como uno de los personajes principales en los enemigos superiores de Spider-Man.
Speed Demon más tarde aparece robando una casa de empeño con Hombre Montaña Marko cuando son atrapados por Rage. Después de una breve pelea, escapan mientras Rage es arrestado por los Americops. Luego es capturado por Sam Wilson, como el excapitán América, quien lo obligó a confesar su participación y la de Marko en el robo de la casa de empeño.

## Poderes y habilidades
Como resultado de los productos químicos mutagénicos inventadas bajo la dirección mental del Gran Maestro, Speed Demon posee velocidad sobrehumana, resistencia y reflejos. El personaje puede crear ciclones (por correr en círculos) y correr por las paredes y al otro lado del agua. Procesos de pensamiento sobrehumanamente rápidos de velocidad y reflejos permiten el carácter de percibir su entorno mientras se mueve a gran velocidad, recoger objetos, y ejecutar maniobras acrobáticas complejas.
James Sanders posee una maestría en química.

## Otras versiones

### DC Comics
El primer personaje de cómic llamado Speed Demon apareció en el título Superman's Pal Jimmy Olsen. Un suero de súper velocidad convierte brevemente al reportero de Daily Planet, Jimmy Olsen en el héroe Speed Demon. El segundo fue Jerry McGee, el esposo de Tina McGee que se hizo llamar "Speed McGee" y "Speed Demon". Un científico de Genetech donde tomó la droga esteroide B-19 que le dio fuerza, velocidad y resistencia sobrehumanas, quería vengarse de su esposa por haberlo dejado, lo que lo llevó a un conflicto con Flash. El héroe logró ayudarlo a salir de la droga y Jerry finalmente regresó con su esposa separada.

### Casa de M
En la realidad de la Casa de M, Jim Sanders, junto con Abner Jenkins, trabaja como bioquímico para el comandante Josten y el general Dugan. Le dieron una muestra de sangre Kree con la esperanza de crear un arma biológica para usar contra los Kree para detener su alianza con los mutantes.

### Marvel Zombies
El personaje está infectado; se convierte en un agente para el Kingpinied Kingpin, él es enviado con Quicksilver y el Whizzer para perseguir a Machine Man, que se opone a los esfuerzos de los zombis. El Whizzer es aplanado y los otros dos son triturados por una trampa de alambre tenso.

## En otros medios
James Sanders / Speed Demon aparece en la serie animada Avengers Assemble, con la voz de Jason Spisak. Él es visto por primera vez en el episodio "Los Vengadores Oscuros" como miembro del Escuadrón Supremo. En el episodio "Velocidad Terminal", Speed Demon se infiltra en la Torre de los Vengadores con un cinturón de velocidad especial donde atrapa a Hulk en la misma frecuencia de velocidad que él mientras los Vengadores luchaban contra Hyperion. Mientras evadía a Hulk, Speed Demon pudo descargar información específica de las computadoras de la Torre de los Vengadores. Después de J.A.R.V.I.S. fue capaz de detectar la difícil situación de Hulk, Iron Man pudo ayudar a Hulk a destruir el cinturón de velocidad. Mientras perseguía a Speed Demon en el océano, Hulk fue capaz de lanzar a Speed Demon en Hyperion, liberando a los otros Vengadores de su aliento de vórtice. Speed Demon fue capaz de agarrar a Hyperion cuando él se escapa. Al reunirse con Nighthawk, Speed Demon le da la información que recopiló de las computadoras de la Torre Stark. En el episodio "La Última Encrucijada de los Vengadores", Speed Demon se une al Escuadrón Supremo para ejecutar el complot de Nighthawk contra los Vengadores. En el episodio "Vengadores de Incógnito", el cinturón de velocidad de Speed Demon le es arrebatado cuando termina atrapado en una celda de cubo mientras Hulk se iguala con él desde el incidente anterior. Después de que el Escuadrón Supremo es derrotado, se menciona que Speed Demon y el resto del Escuadrón Supremo fueron remitidos a una sección especial de la Bóveda.